# Chen Mingming
Chen Mingming, född 18 augusti 1950 i Shandong, är en kinesisk diplomat. Mellan maj 2008 och mars 2011 var han Folkrepubliken Kinas ambassadör i Sverige.
Chen växte upp i staden Harbin i nordöstra Kina, där han 1966 gick på gymnasiet och när kulturrevolutionen började blev rödgardist. Som rödgardist tillhörde han inte den s.k. rebelliska falangen, utan stödde enligt en klasskamrats hågkomster den sittande partiledningen. Hösten 1968 skickades han som alla andra kinesiska gymnasister ut på landsbygden. När utbildningssystemet åter kom igång i början på 1970-talet lyckades Chen inte bara lämna landsbygden utan t.o.m. komma in på Beijings Institut för Främmande Språk i Beijing. Här läste han bl.a. engelska.
Han fick anställning vid Kinas utrikesministerium 1978 och arbetade länge som tolk mellan engelska och kinesiska. Han fick sin första utlandspostering 1987, då han var andre sekreterare vid Kinas ambassad i USA. I det kinesiska utrikesministeriet har han främst varit verksam inom sino-amerikanska förbindelser och han har varit chef för ministeriets USA-avdelning. Åren 2001 till 2005 var han Kinas ambassadör i Nya Zeeland, där han spelade i viktig roll i att förhandla fram ett frihandelsfördrag mellan de två länderna.
Under sin postering i  Sverige framträdde han flitigt i svenska media, där han bland annat försvarade Kinas utövande av dödsstraffet och dess politik i Tibet.